# 최인규 (1981년)
최인규(1981년 9월 15일 ~ )는 대한민국의 전직 스타크래프트, 스타크래프트 II 프로게이머이다. 대한민국 공군 사병으로 복무한 그는 ChRh라는 아이디를 사용하며, 종족은 테란이다.

## 개요

### 스타크래프트
2000년 상반기부터 활약한 1세대 프로게이머로서, 임요환, 김정민과 함께 테란의 선구자이다.
김정민과 함께 2001년 GO(현 CJ 엔투스)에 입단하였다.
2004년 1월 1일 같은 팀 소속이었던 김근백과 함께 CJ 엔투스에서 삼성전자 칸으로 이적하였다.
2006년 공군 전산특기병으로 선발되었으며 공군 ACE에서 프로게이머 선수로 활동하였다. 공군 ACE 소속으로 그 당시 마재윤을 3대0으로 이기며 최고의 주가를 올리던 프로토스 김택용을 꺾고 에이스결정전으로 이끌었으며, 에이스결정전에서 김택용이 다시 한번 나왔으나, 공군 ACE의 임요환에게 다시 한번 패배하여 김택용에게는 굴욕의 날을 선사하기도 하였다. 이 경기는 실시간 검색어에도 오르며 많은 화제를 낳았다. 2008년 7월에 현역 은퇴를 선언. 2008년 8월 29일 제대하였다.
2009년 12월 1일 IeSF 인비테이셔널에 올드 프로게이머 자격으로 초청되어 홍진호, 박정석과 각각 경기를 벌여 모두 패한 바 있다.

### 스타크래프트 II
2010년에는 IM 팀에 합류하여 스타크래프트 II의 게이머로 활동하였다. 2011년에는 LG-IM의 스타크래프트 II 코칭 스태프로 활동하였다.

## 수상 경력
- 2000년 2000 하나로통신배 투니버스 스타리그 3위
- 2001년 2001 KPGA 9월 투어 준우승 (3:1 강도경)
- 2001년 2001 KPGA 10월 투어 4위
- 2002년 4월 2002 KPGA TOUR 1차 리그 4위
- 2002년 5월 2002 리복배 KPGA 투어 2차리그 16강
- 2002년 6월 네이트배 온게임넷 스타리그 3위
- 2002년 10월 2002 KPGA TOUR 3차 리그 4위
- 2002년 10월 ghemTV 2차 스타리그 4위
- 2002년 10월 스카이배 온게임넷 스타리그 16강
- 2003년 2월 2003 KTEC KPGA 위너스 챔피언쉽 10강
- 2003년 10월 TG삼보 MSL 2003 16강
- 2004년 1월 하나포스 센게임 MSL 2004 16강
- 2009년 12월 IeSF 스타 인비테이셔널 클래식 8강